# Crepidosceles
Crepidosceles is een geslacht van vlinders van de familie sikkelmotten (Oecophoridae), uit de onderfamilie Oecophorinae.

## Soorten
- C. butyrea Turner, 1940
- C. exanthema Meyrick, 1885
- C. habrodelta (Lower, 1897)
- C. iostephana Meyrick, 1885
- C. miltotypa Turner, 1940